# 許扆
许扆，字君黼，蒙古名忽鲁火孙，元朝绛州曲沃（今山西曲沃县）人，許國禎的儿子。
跟随其父许国祯事奉忽必烈，为忽必烈藩府宿卫。曾跟随许衡学儒。后来担任礼部尚书、提点太医院事。改任尚医太监。善于辞令，常出面会见使臣。元成宗即位，升任中书右丞，署太常事。后出任陕西行中书省右丞。因有足疾，不能走路，国有大政，皇帝下诏派近侍到其家问询。去世后，特授荣禄大夫、大司徒，食其禄终身。赠推忠守正佐理功臣、光禄大夫、陕西等处行中书省平章政事、柱国，追封赵国公，谥僖简。